# The Chestnuts Time
The Chestnuts Time (trad. "Il tempo delle castagne") è il primo album del gruppo musicale italiano Ex-Otago, pubblicato nel 2003 dalla Vurt Recordz.
Inizialmente pubblicato in 500 copie, il successo ottenuto portò a una successiva ristampa nel 2004. Tutti i testi delle canzoni sono in lingua inglese.
Sulla copertina e sul retro c'è la ragazza dell'epoca del cantante del gruppo Maurizio Carucci.

## Tracce
1. After August, September – 4:58
2. Chi Odia La Sete Ama L'Orzata – 2:18
3. Ford Capri's Foglights – 4:00
4. Coffee Flavour – 4:30
5. Save A Prayer – 4:18
6. Seven A.M. – 3:12
7. Dual Band Is Not My Friend – 3:08
8. The Chestnuts Time – 4:14
9. The Breakfast Jumpers – 5:56

## Musicisti
- Maurizio Carucci (voce)
- Alberto Argentesi (sintetizzatore, voce)
- Simone Bertuccini (chitarra)